# Matteo di Pacino

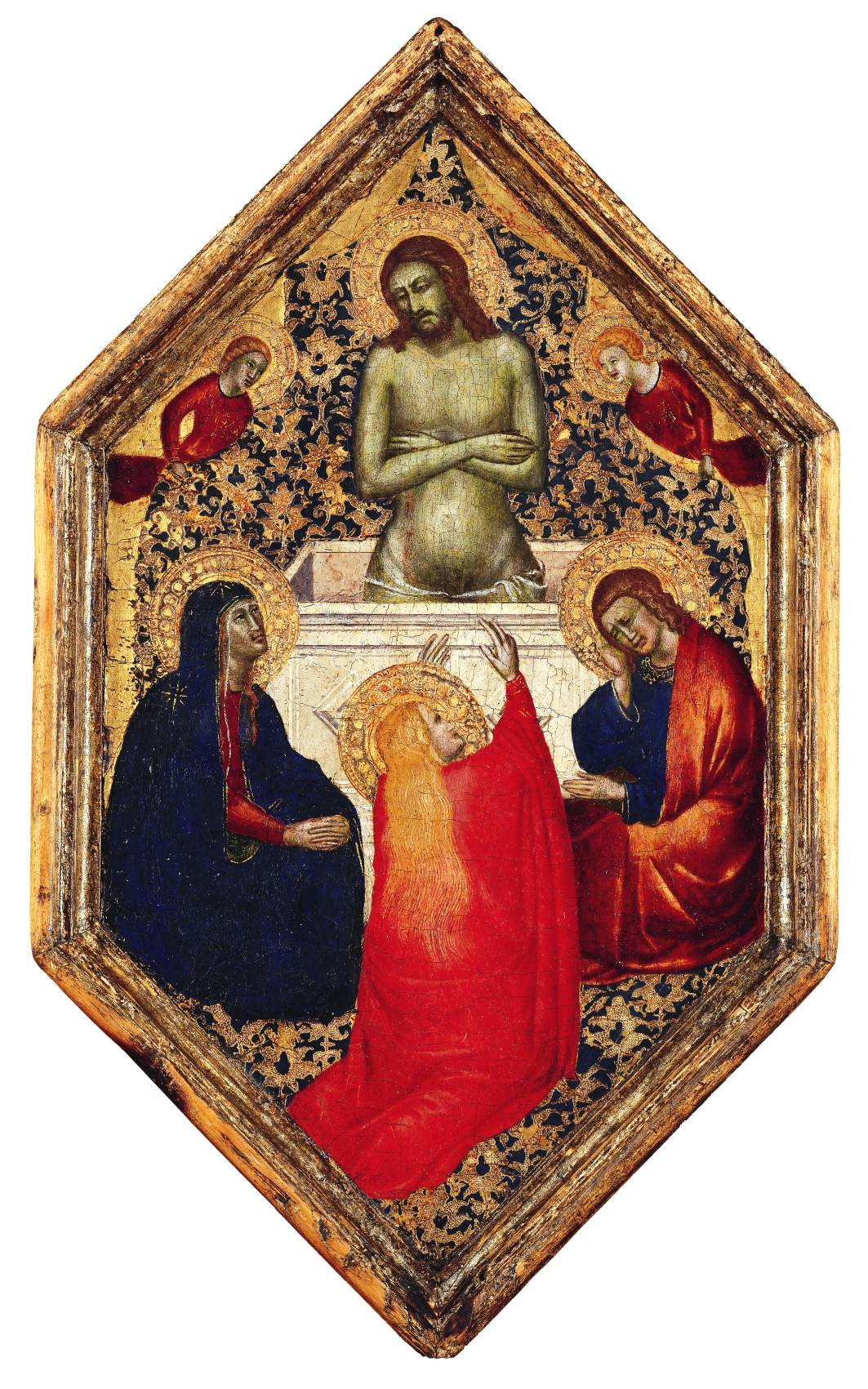
Christ de douleur ressuscité avec Marie, Jean et Marie-Madeleine, Lindenau-Museum

Matteo di Pacino est un peintre italien du Trecento, immatriculé à l'Arte dei Medici e Speziali depuis 1359 et documenté jusqu’en 1394.
Selon Luciano Bellosi, il s’agirait du même peintre que le Maestro della Cappella Rinuccini (Maître de la chapelle Rinuccini ) actif à Florence de 1360 à 1374.

## Biographie
C’est au Maestro della Capella Rinuccini que l'on a attribué les fresques du registre inférieur de la chapelle Rinuccini de la basilique Santa Croce de Florence. Il s'agirait donc en fait de l'œuvre de Matteo di Pacino. 
Cette chapelle, selon Françoise Leroy, s'est d'abord trouvée sous le patronage des Guidalotti avant de passer sous celui des Rinuccini. Elle est dédiée à la Naissance de la Vierge et à Madeleine. Les registres supérieur et moyen ont été décorés par Giovanni da Milano, actif à Florence et Milan entre 1350 et 1369 et élève de Taddeo Gaddi.

## Œuvres

### Galleria dell'Accademia de Florence
Attribué au Maestro della Cappella Rinuccini et/ou à Matteo di Pacino :
- La Vierge apparaît à saint Bernard, avec saint Benoît, saint Jean l'Évangéliste, saint Quentin et saint Galgano Guidotti ; Le Rédempteur et L'Annonciation (au registre supérieur) ; Scènes de la vie des saints (sur la prédelle)[4]
- Elemosina di sant'Antonio Abate (ap. 1370)
- Santi Michele Arcangelo, Bartolomeo, Giuliano e una donatrice (1348)

### Église San Donato de Polverosa
La nef unique conserve des fresques des XIVe et XVe siècles de Matteo di Pacino, Cenni di Francesco et Gaetano Bianchi.

### Fresques de la chapelle Rinuccini à Santa Croce
Registre inférieur gauche
- Panneau : La Présentation de la Vierge au Temple,
- Panneau : Le Mariage de la Vierge.

Registre inférieur droit
- Panneau : La Résurrection de Lazare,
- Panneau :  Noli me tangere,
- Panneau : Le Prince de Marseille retrouve son épouse et son enfant sauvés par la sainte.

### Autres œuvres documentées pour Matteo di Pacino
- Christ de douleur ressuscité avec Marie, Jean et Marie Madeleine[5], v. 1360, Lindenau Museum
- Les Saints Côme et Damien, 1370-75, Tempera et or sur panneau de bois, 134 x 78 cm, North Caroline Museum of Art, Raleigh[6]
- Vierge et l'Enfant en majesté avec des saints[7], 1380–90, Metropolitan Museum de New York
- Homme de douleur et les symboles de la Passion[8], Tempera et or sur panneau (H.0,164 m x L.0,20 m), Galerie Heim
- Saint Yves avec un adorateur à genoux[9] (42 by 18.5 cm) tempera et gold sur panneau, vente Sotheby’s 26 juin 2007